# Malinalco (Ort)
Malinalco ist eine Kleinstadt mit knapp 10.000 Einwohnern und Hauptort der ungefähr 30.000 Einwohner zählenden gleichnamigen Gemeinde (municipio) im Südosten des mexikanischen Bundesstaats México. Wegen seines kolonialzeitlichen Charakters zählt der Ort zu den Pueblos Mágicos.

## Lage und Klima
Die Kleinstadt Malinalco liegt in den waldreichen Bergen im Hochtal von Mexiko ca. 95 km (Fahrtstrecke) südwestlich von Mexiko-Stadt in einer Höhe von etwa 1740 m; der Wallfahrtsort Chalma ist nur etwa 10 km in östlicher Richtung entfernt. Das Klima ist gemäßigt bis mild; der für mexikanische Verhältnisse reichliche Regen (ca. 895 mm/Jahr) fällt hauptsächlich während des Sommerhalbjahrs.

## Bevölkerung
| Jahr      | 2000  | 2005  | 2010  |
| Einwohner | 6.487 | 6.523 | 8.045 |

Nur ein Teil der Einwohner ist spanischer Abstammung; Umgangssprachen sind Spanisch sowie ein regionaler Nahuatl-Dialekt.

## Wirtschaft
Die heutigen Bewohner leben von der Landwirtschaft, wozu auch der Obstbau und die Kleinviehhaltung zählen; außerdem spielt die Forstwirtschaft eine nicht unbedeutende Rolle. Im Ort selber haben sich Kleinhändler, Handwerker und Dienstleister aller Art niedergelassen, die die wachsende Zahl der Tagestouristen mit allem Notwendigen versorgen.

## Geschichte
Die ersten bekannten Bewohner der Gegend waren diverse Indianerstämme wie die Ocuiltecos, die Otomí und die Matlazincas, die im ausgehenden 15. Jahrhundert von den Azteken unterworfen wurden; deren Reich ging jedoch ca. 50 Jahre später mit der Eroberung Tenochtitláns (1519–1521) durch Hernán Cortés unter. Im Gefolge der Conquistadoren kamen spanische Missionare; Malinalco wurde im Jahr 1533 dem Augustinerorden zugeteilt, der im 17. Jahrhundert durch die Jesuiten abgelöst wurde.

## Sehenswürdigkeiten
- Das Ortsbild wird geprägt von seinem rechtwinklig verlaufenden Straßennetz und durch eine Vielzahl kolonialzeitlicher Kirchen und Kapellen, unter denen die zu einem ehemaligen, im Jahr 1540 gegründeten Augustinerkonvent gehörende Iglesia de San Salvador die bedeutendste ist.[4][5]

Umgebung
- In der Umgebung der Stadt finden sich gleich mehrere der ansonsten in Mexiko eher seltenen Felsritzungen und - malereien.[6]
- Wichtigste Sehenswürdigkeit in der Umgebung ist das aztekische Felsheiligtum von Malinalco.
- Der christliche Wallfahrtsort Chalma ist ungefähr 10 km entfernt.